# Pauline Trigère
Pauline Trigère, née le 4 novembre 1908 à Paris et morte le 13 février 2002 à New York, est une styliste américaine d'origine française. Après un rapide début de carrière dans la couture, elle s'oriente rapidement vers du prêt-à-porter. Elle est réputée pour ses coupes nettes et cintrées, ses manteaux et capes, et plus généralement ses idées novatrices. 

## Biographie
Fille d'un tailleur, Pauline Trigère nait à Paris. Elle réussit à faire fonctionner une machine à coudre à seulement l'âge de dix ans et aide régulièrement sa mère, qui est couturière.
Peu de temps après avoir quitté l'école, elle travaille comme stagiaire en coupe à la boutique « Martial et Armand », sur la place Vendôme. Là, elle rencontre une styliste américaine, Adele Simpson, qui lui raconte les merveilles du monde de la mode à New York. 
En 1937, âgée de 25 ans, elle déménage aux États-Unis où elle trouve d'abord du travail chez Ben Gerschel avant de devenir plus tard styliste-assistante concepteur chez Hattie Carnegie. En 1942, Pauline Trigère décide d'ouvrir sa propre maison de couture, que son frère Robert Trigère s'occupe de gérer financièrement. Sa première collection de robes se vend très rapidement aux grands magasins américains et Pauline Trigère se crée ainsi rapidement une bonne réputation à New York. Dès 1940, elle produit du prêt-à-porter. Elle reçoit le premier prix Coty en 1952. Dans les années 1950, elle commence à produire des bijoux de fantaisie pour accompagner ses tenues, comme de nombreux autres entreprises de l'époque. Il lui est attribué l'invention des cols et foulards amovibles sur ses robes et manteaux.
Sa clientèle inclut de nombreuses femmes célèbres telles que la duchesse de Windsor, l'actrice Claudette Colbert ou la chanteuse Lena Horne. Elle s'occupe de la conception de la garde-robe de Patricia Neal dans le film Diamants sur canapé (1961), en dépit du fait que seulement Edith Head soit créditée au générique.